# Championnat d'Europe de baseball 2019
Navigation
2016 2021
Le Championnat d'Europe de baseball 2019 est la 35e édition de cette épreuve mettant aux prises les meilleures sélections européennes. La phase finale se tient du 7 au 15 septembre 2019 en Allemagne à Bonn et Solingen. Les Pays-Bas remportent le championnat en battant 5-1 l'Italie et obtiennent ainsi leur 23e titre.
Le tournoi contribue aux qualifications pour les Jeux olympiques d'été 2020, les cinq meilleures équipes et l'équipe d'Afrique du Sud participent au tournoi de qualification Afrique/Europe des Jeux olympiques 2020, qui se disputeront du 18 au 22 septembre 2019 à Bologne et Parme en Italie.

## Acteurs du Championnat d'Europe

### Équipes qualifiées
Les 10 premières équipes du Championnat d'Europe 2016 sont automatiquement qualifiées. L'Autriche et Israël sont qualifiés grâce au tournoi de niveau B.
| Poule Bonn   | Poule Bonn                                 | Poule Solingen | Poule Solingen                            |
| ------------ | ------------------------------------------ | -------------- | ----------------------------------------- |
| Belgique     | 6e, Championnat d'Europe de baseball 2016  | Italie         | Championnat d'Europe de baseball 2016     |
| Croatie      | 10e, Championnat d'Europe de baseball 2016 | Pays-Bas       | Championnat d'Europe de baseball 2016     |
| Rép. tchèque | 5e, Championnat d'Europe de baseball 2016  | Espagne        | Championnat d'Europe de baseball 2016     |
| France       | 7e, Championnat d'Europe de baseball 2016  | Suède          | 8e, Championnat d'Europe de baseball 2016 |
| Allemagne    | 4e, Championnat d'Europe de baseball 2016  | Autriche       | Vainqueur de la poule de Belgrade         |
| Royaume-Uni  | 9e, Championnat d'Europe de baseball 2016  | Israël         | Vainqueur de la poule de Blagoevgrad      |

### Officiels
Le Championnat est encadré par une équipe de trente-trois officiels dont seize arbitres.
Arbitres :
- Ibón Arévalo Lafuente
- Fabrizio Fabrizi
- Tony Jones
- Jiří Kroupa
- Serge Makouchetchev
- Tomislav Ozimec
- Marco Taurelli
- Stenar van Groningen Schinkel
- Winfried Berkvens
- Mojmír Jankovič
- Miroslav Kaigl
- Edwin Louisa
- Tim Meyer
- Thorsten Roloff
- Oswald Tscharf
- Jens Waider

Délégué :
- František Bunta

Commissaires :
- Mark Cole
- Stephen Lesfargues
- Luis Redin
- Philipp Geronne
- Jaroslav Mika
- Fred van Groningen Schinkel

Marqueurs :
- Hauke Brockmann
- Gerhard Gilk
- Sven Müncheberg
- Thomas Sippenauer
- Marc Zang
- Felix Dosch
- Gesa Köhler
- Roby Schuhmacher
- Linda Steijger

Directeur des scores :
- Stephanie Winkler

## Formule de l'épreuve
La phase finale fait suite à des tournois qualificatifs permettant d'accéder à cette compétition. Les formations classées entre le premier et le dixième rang lors de l'édition précédente disputée en 2016 sont exemptes de tournoi qualificatif et sont directement qualifiées en phase finale. Lors des phases finales, les équipes sont séparées en deux poules et les quatre premiers de chaque poule sont qualifiés pour les huitième de finale. Des matchs ont lieu pour classer les équipes de la première à la douzième place.

## Phase de poules

### Poule A
| Pl. | Équipe       | V | D | Moy. | MR  | Pts. | PC |
| --- | ------------ | - | - | ---- | --- | ---- | -- |
| 1   | Pays-Bas     | 4 | 1 | ,800 | -   | 46   | 15 |
| 2   | Israël       | 4 | 1 | ,800 | -   | 25   | 23 |
| 3   | Rép. tchèque | 3 | 2 | ,600 | 1,0 | 32   | 25 |
| 4   | Allemagne    | 2 | 3 | ,400 | 2,0 | 19   | 23 |
| 5   | Royaume-Uni  | 2 | 3 | ,400 | 2,0 | 23   | 28 |
| 6   | Suède        | 0 | 5 | ,000 | 4,0 | 14   | 45 |

| 7 septembre 2019 12:30 Match 3 | Rép. tchèque | 1 - 6 Boxscore | Israël | Baseballpark Weyersberg, Solingen Affluence: 150 Arbitres: Winfried Berkvens Tomislav Ozimec Oswald Tscharf |

| 7 septembre 2019 21:00 Match 6 | Suède | 1 - 9 Boxscore | Allemagne | Bonn 1, Bonn Affluence: 1 900 Arbitres: Stenar van Groningen Schinkel Miroslav Kaigl Serge Makouchetchev |

| 8 septembre 2019 12:30 Match 8 | Israël | 4 - 3 Boxscore | Allemagne | Baseballpark Weyersberg, Solingen Affluence: 150 Arbitres: Oswald Tscharf Miroslav Kaigl Stenar van Groningen Schinkel |

| 8 septembre 2019 15:30 Match 10 | Pays-Bas | 6 - 8 Boxscore | Rép. tchèque | Bonn 1, Bonn Affluence: 1 200 Arbitres: Marco Taurelli Ibón Arévalo Lafuente Mojmír Jankovič |

| 8 septembre 2019 19:00 Match 12 | Allemagne | 1 - 0 Boxscore | Royaume-Uni | Bonn 1, Bonn Affluence: 1 350 Arbitres: Edwin Louisa Fabrizio Fabrizi Winfried Berkvens |

| 9 septembre 2019 12:30 Match 14 | Rép. tchèque | 3 - 4 (10) Boxscore | Royaume-Uni | Baseballpark Weyersberg, Solingen Affluence: 150 Arbitres: Ibón Arévalo Lafuente Edwin Louisa Fabrizio Fabrizi |

| 9 septembre 2019 15:00 Match 16 | Pays-Bas | 9 - 0 Boxscore | Suède | Bonn 1, Bonn Affluence: 300 Arbitres: Tim Meyer Jiří Kroupa Oswald Tscharf |

| 9 septembre 2019 19:00 Match 18 | Allemagne | 2 - 4 (10) Boxscore | Israël | Bonn 1, Bonn Affluence: 500 Arbitres: Miroslav Kaigl Serge Makouchetchev Stenar van Groningen Schinkel |

| 10 septembre 2019 12:30 Match 20 | Royaume-Uni | 4 - 7 Boxscore | Israël | Baseballpark Weyersberg, Solingen Affluence: 150 Arbitres: Oswald Tscharf Jens Waider Tomislav Ozimec |

| 10 septembre 2019 16:00 Match 23 | Rép. tchèque | 10 - 3 Boxscore | Suède | Baseballpark Weyersberg, Solingen Affluence: 150 Arbitres: Serge Makouchetchev Tomislav Ozimec Jens Waider |

| 10 septembre 2019 19:00 Match 24 | Pays-Bas | 8 - 1 Boxscore | Allemagne | Bonn 1, Bonn Affluence: 1 100 Arbitres: Fabrizio Fabrizi Marco Taurelli Ibón Arévalo Lafuente |

| 11 septembre 2019 13:00 Match 27 | Suède | 7 - 13 Boxscore | Royaume-Uni | Bonn 2, Bonn Affluence: 50 Arbitres: Winfried Berkvens Fabrizio Fabrizi Thorsten Roloff |

| 11 septembre 2019 15:00 Match 28 | Israël | 4 - 13 Boxscore | Pays-Bas | Bonn 1, Bonn Affluence: 250 Arbitres: Jens Waider Tomislav Ozimec Oswald Tscharf |

| 11 septembre 2019 18:30 Match 5 | Royaume-Uni | 2 - 10 Boxscore | Pays-Bas | Bonn 2, Bonn Affluence: 150 Arbitres: Jens Waider Oswald Tscharf Tomislav Ozimec |

| 11 septembre 2019 19:00 Match 30 | Allemagne | 6 - 10 Boxscore | Rép. tchèque | Bonn 1, Bonn Affluence: 700 Arbitres: Ibón Arévalo Lafuente Stenar van Groningen Schinkel Edwin Louisa |

### Poule B
| Pl. | Équipe   | V | D | Moy.  | MR  | Pts. | PC |
| --- | -------- | - | - | ----- | --- | ---- | -- |
| 1   | Italie   | 5 | 0 | 1,000 | -   | 52   | 11 |
| 2   | Espagne  | 4 | 1 | ,800  | 1,0 | 44   | 24 |
| 3   | France   | 3 | 2 | ,600  | 2,0 | 52   | 30 |
| 4   | Belgique | 2 | 3 | ,400  | 3,0 | 25   | 43 |
| 5   | Autriche | 1 | 4 | ,200  | 4,0 | 21   | 47 |
| 6   | Croatie  | 0 | 5 | ,000  | 5,0 | 10   | 49 |

| 7 septembre 2019 11:00 Match 1 | Croatie | 2 - 3 Boxscore | Espagne | Bonn 1, Bonn Affluence: 425 Arbitres: Mojmír Jankovič Marco Taurelli Tony Jones |

| 7 septembre 2019 13:00 Match 2 | Belgique | 5 - 1 Boxscore | Autriche | Bonn 2, Bonn Affluence: 198 Arbitres: Marco Taurelli Thorsten Roloff Ibón Arévalo Lafuente |

| 7 septembre 2019 15:00 Match 4 | France | 2 - 16 Boxscore | Italie | Bonn 1, Bonn Affluence: 850 Arbitres: Tim Meyer Edwin Louisa Jiří Kroupa |

| 8 septembre 2019 11:00 Match 7 | Espagne | 13 - 5 Boxscore | Belgique | Bonn 1, Bonn Affluence: 300 Arbitres: Jiří Kroupa Thorsten Roloff Tim Meyer |

| 8 septembre 2019 13:00 Match 9 | Autriche | 6 - 12 Boxscore | France | Bonn 2, Bonn Affluence: 100 Arbitres: Tomislav Ozimec Tony Jones Jens Waider |

| 8 septembre 2019 16:00 Match 11 | Italie | 2 - 1 (10) Boxscore | Croatie | Baseballpark Weyersberg, Solingen Affluence: 150 Arbitres: Serge Makouchetchev Stenar van Groningen Schinkel Miroslav Kaigl |

| 9 septembre 2019 11:00 Match 13 | Italie | 10 - 1 Boxscore | Autriche | Bonn 1, Bonn Affluence: 100 Arbitres: Winfried Berkvens Jens Waider Tomislav Ozimec |

| 9 septembre 2019 13:00 Match 15 | Belgique | 9 - 6 Boxscore | Croatie | Bonn 2, Bonn Affluence: 100 Arbitres: Tony Jones Mojmír Jankovič Marco Taurelli |

| 9 septembre 2019 16:00 Match 17 | Espagne | 6 - 3 Boxscore | France | Baseballpark Weyersberg, Solingen Affluence: 100 Arbitres: Thorsten Roloff Fabrizio Fabrizi Edwin Louisa |

| 10 septembre 2019 11:00 Match 19 | Belgique | 2 - 12 (8) Boxscore | France | Bonn 1, Bonn Affluence: 80 Arbitres: Edwin Louisa Jiří Kroupa Thorsten Roloff |

| 10 septembre 2019 13:00 Match 21 | Croatie | 1 - 12 (7) Boxscore | Autriche | Bonn 2, Bonn Affluence: 60 Arbitres: Mojmír Jankovič Tony Jones Winfried Berkvens |

| 10 septembre 2019 15:00 Match 22 | Espagne | 3 - 13 Boxscore | Italie | Bonn 1, Bonn Affluence: 250 Arbitres: Stenar van Groningen Schinkel Tim Meyer Miroslav Kaigl |

| 11 septembre 2019 11:00 Match 25 | Italie | 11 - 4 Boxscore | Belgique | Bonn 1, Bonn Affluence: 80 Arbitres: Miroslav Kaigl Tim Meyer Serge Makouchetchev |

| 11 septembre 2019 12:30 Match 26 | Autriche | 1 - 19 (6) Boxscore | Espagne | Baseballpark Weyersberg, Solingen Affluence: 150 Arbitres: Tony Jones Jiří Kroupa Mojmír Jankovič |

| 11 septembre 2019 16:00 Match 29 | France | 23 - 0 (5) Boxscore | Croatie | Baseballpark Weyersberg, Solingen Affluence: 150 Arbitres: Marco Taurelli Mojmír Jankovič Jiří Kroupa |

## Phases finales
|  | Quarts de finale               | Quarts de finale               |                              |                              | Demi-finales                 | Demi-finales                 |   |  | Finale                       | Finale                       |
|  | Quarts de finale               | Quarts de finale               |                              |                              | Demi-finales                 | Demi-finales                 |   |  | Finale                       | Finale                       |
|  |                                |                                |                              |                              |                              |                              |   |  |                              |                              |
|  | 13 septembre à 11:00, Bonn 1   | 13 septembre à 11:00, Bonn 1   |                              |                              | 14 septembre à 19:00, Bonn 1 | 14 septembre à 19:00, Bonn 1 |   |  | 15 septembre à 19:00, Bonn 1 | 15 septembre à 19:00, Bonn 1 |
|  | 13 septembre à 11:00, Bonn 1   | 13 septembre à 11:00, Bonn 1   |                              |                              | 14 septembre à 19:00, Bonn 1 | 14 septembre à 19:00, Bonn 1 |   |  | 15 septembre à 19:00, Bonn 1 | 15 septembre à 19:00, Bonn 1 |
|  | Israël                         | 8                              |                              |                              | 14 septembre à 19:00, Bonn 1 | 14 septembre à 19:00, Bonn 1 |   |  | 15 septembre à 19:00, Bonn 1 | 15 septembre à 19:00, Bonn 1 |
|  | Israël                         | 8                              |                              |                              | 14 septembre à 19:00, Bonn 1 | 14 septembre à 19:00, Bonn 1 |   |  | 15 septembre à 19:00, Bonn 1 | 15 septembre à 19:00, Bonn 1 |
|  | France                         | 2                              |                              |                              | 14 septembre à 19:00, Bonn 1 | 14 septembre à 19:00, Bonn 1 |   |  | 15 septembre à 19:00, Bonn 1 | 15 septembre à 19:00, Bonn 1 |
|  | France                         | 2                              | Israël                       | 6                            |                              |                              |   |  | 15 septembre à 19:00, Bonn 1 | 15 septembre à 19:00, Bonn 1 |
|  | 13 septembre à 19:00, Bonn 1   |                                | Israël                       | 6                            |                              |                              |   |  | 15 septembre à 19:00, Bonn 1 | 15 septembre à 19:00, Bonn 1 |
|  |                                | Italie                         | 7                            |                              |                              |                              |   |  | 15 septembre à 19:00, Bonn 1 | 15 septembre à 19:00, Bonn 1 |
|  | Italie                         | Italie                         | 7                            | 7                            |                              |                              |   |  | 15 septembre à 19:00, Bonn 1 | 15 septembre à 19:00, Bonn 1 |
|  | Italie                         |                                |                              | 7                            |                              |                              |   |  | 15 septembre à 19:00, Bonn 1 | 15 septembre à 19:00, Bonn 1 |
|  | Allemagne                      | 5                              |                              |                              |                              |                              |   |  | 15 septembre à 19:00, Bonn 1 | 15 septembre à 19:00, Bonn 1 |
|  | Allemagne                      | 5                              | Italie                       | 1                            |                              |                              |   |  |                              |                              |
|  | 13 septembre à 15:00, Bonn 1   |                                | Italie                       | 1                            |                              |                              |   |  |                              |                              |
|  |                                | Pays-Bas                       | 5                            |                              |                              |                              |   |  |                              |                              |
|  | Pays-Bas                       | Pays-Bas                       | 5                            | 17                           |                              |                              |   |  |                              |                              |
|  | Pays-Bas                       | 14 septembre à 15:00, Bonn 1   |                              | 17                           |                              |                              |   |  |                              |                              |
|  | Belgique                       | 2                              |                              |                              |                              |                              |   |  |                              |                              |
|  | Belgique                       | 2                              | Pays-Bas                     | 1                            |                              |                              |   |  |                              |                              |
|  | 13 septembre à 16:00, Solingen | 13 septembre à 16:00, Solingen | Pays-Bas                     | 1                            | Match pour la 3e place       | Match pour la 3e place       |   |  |                              |                              |
|  | 13 septembre à 16:00, Solingen | 13 septembre à 16:00, Solingen |                              | Espagne                      | Match pour la 3e place       | Match pour la 3e place       | 0 |  |                              |                              |
|  | Espagne                        | 5                              | 15 septembre à 15:00, Bonn 1 | 15 septembre à 15:00, Bonn 1 |                              |                              | 0 |  |                              |                              |
|  | Espagne                        | 5                              | 15 septembre à 15:00, Bonn 1 | 15 septembre à 15:00, Bonn 1 |                              |                              |   |  |                              |                              |
|  | Rép. tchèque                   | 4                              |                              | Espagne                      | 16                           |                              |   |  |                              |                              |
|  | Rép. tchèque                   | 4                              |                              | Espagne                      | 16                           |                              |   |  |                              |                              |
|  |                                |                                |                              |                              |                              |                              |   |  | Israël                       | 11                           |
|  |                                |                                |                              |                              |                              |                              |   |  | Israël                       | 11                           |

### Quarts de finale
| 13 septembre 2019 11:00 Match 38 | Israël | 8 - 2 Boxscore | France | Bonn 1, Bonn Affluence: 200 Arbitres: Tomislav Ozimec Winfried Berkvens Jens Waider |

| 13 septembre 2019 15:00 Match 36 | Pays-Bas | 17 - 2 (5) Boxscore | Belgique | Bonn 1, Bonn Affluence: 350 Arbitres: Serge Makouchetchev Thorsten Roloff Jiří Kroupa |

| 13 septembre 2019 16:00 Match 37 | Espagne | 5 - 4 (10) Boxscore | Rép. tchèque | Baseballpark Weyersberg, Solingen Affluence: 150 Arbitres: Marco Taurelli Tony Jones Tim Meyer |

| 13 septembre 2019 19:00 Match 33 | Italie | 7 - 5 Boxscore | Allemagne | Bonn 1, Bonn Affluence: 1 000 Arbitres: Mojmír Jankovič Ibón Arévalo Lafuente Oswald Tscharf |

### Demi-finales
| 14 septembre 2019 15:00 Match 41 | Pays-Bas | 1 - 0 Boxscore | Espagne | Bonn 1, Bonn Affluence: 900 Arbitres: Fabrizio Fabrizi Mojmír Jankovič Jens Waider Tony Jones |

| 14 septembre 2019 19:00 Match 43 | Israël | 6 - 7 Boxscore | Italie | Bonn 1, Bonn Affluence: 1 000 Arbitres: Stenar van Groningen Schinkel Serge Makouchetchev Tim Meyer Miroslav Kaigl |

### Match pour la troisième place
| 15 septembre 2019 15:00 Match 46 | Espagne | 16 - 11 Boxscore | Israël | Bonn 1, Bonn Affluence: 1 200 Arbitres: Tim Meyer Stenar van Groningen Schinkel Edwin Louisa Thorsten Roloff |

### Finale
| 15 septembre 2019 19:00 Match 47 | Italie | 1 - 5 Boxscore | Pays-Bas | Bonn 1, Bonn Affluence: 2 000 Arbitres: Jens Waider Jiří Kroupa Serge Makouchetchev Mojmír Jankovič |

## Phase de placement 5eà 8eplaces
|  | Phase de placement           | Phase de placement           |              |   | Cinquième place              | Cinquième place              |
|  | Phase de placement           | Phase de placement           |              |   | Cinquième place              | Cinquième place              |
|  |                              |                              |              |   |                              |                              |
|  | 14 septembre à 11:00, Bonn 2 | 14 septembre à 11:00, Bonn 2 |              |   | 15 septembre à 11:00, Bonn 1 | 15 septembre à 11:00, Bonn 1 |
|  | 14 septembre à 11:00, Bonn 2 | 14 septembre à 11:00, Bonn 2 |              |   | 15 septembre à 11:00, Bonn 1 | 15 septembre à 11:00, Bonn 1 |
|  | Rép. tchèque                 | 5                            |              |   | 15 septembre à 11:00, Bonn 1 | 15 septembre à 11:00, Bonn 1 |
|  | Rép. tchèque                 | 5                            |              |   | 15 septembre à 11:00, Bonn 1 | 15 septembre à 11:00, Bonn 1 |
|  | Belgique                     | 4                            |              |   | 15 septembre à 11:00, Bonn 1 | 15 septembre à 11:00, Bonn 1 |
|  | Belgique                     | 4                            | Rép. tchèque | 4 |                              |                              |
|  | 14 septembre à 11:00, Bonn 1 |                              | Rép. tchèque | 4 |                              |                              |
|  |                              | Allemagne                    | 3            |   |                              |                              |
|  | France                       | Allemagne                    | 3            | 4 |                              |                              |
|  | France                       |                              |              | 4 |                              |                              |
|  | Allemagne                    | 14                           |              |   |                              |                              |
|  | Allemagne                    | 14                           |              |   |                              |                              |

### Matchs de classification
| 14 septembre 2019 11:00 Match 39 | Rép. tchèque | 5 - 4 Boxscore | Belgique | Bonn 2, Bonn Affluence: 80 Arbitres: Oswald Tscharf Jens Waider Tomislav Ozimec |

| 14 septembre 2019 11:00 Match 42 | France | 4 - 14 (7) Boxscore | Allemagne | Bonn 1, Bonn Affluence: 800 Arbitres: Jiří Kroupa Edwin Louisa Winfried Berkvens |

### 5eplace
| 15 septembre 2019 11:00 Match 44 | Rép. tchèque | 4 - 3 Boxscore | Allemagne | Bonn 1, Bonn Affluence: 1 900 Arbitres: Ibón Arévalo Lafuente Marco Taurelli Winfried Berkvens Oswald Tscharf |

Il n'y a pas de match pour la 7e place.

## Phase de placement 9eà 12eplaces
|  |    |             |             |             |             |          |    |  |  |    | Neuvième place |   |  |  |
|  |    |             |             |             |             |          |    |  |  |    |                |   |  |  |
|  | -  | Autriche    | 6           |             |             |          |    |  |  |    |                |   |  |  |
|  | -  | Royaume-Uni | 1           |             |             |          |    |  |  |    |                |   |  |  |
|  | -  | Royaume-Uni | 1           |             | V1          | Autriche | 10 |  |  |    |                |   |  |  |
|  |    |             |             |             | V1          | Autriche | 10 |  |  |    |                |   |  |  |
|  |    | V2          | Croatie     | 0           |             |          |    |  |  |    |                |   |  |  |
|  | -  | V2          | Croatie     | 0           | Suède       | 2        |    |  |  |    |                |   |  |  |
|  | -  |             |             |             | Suède       | 2        |    |  |  |    |                |   |  |  |
|  | -  | Croatie     | 17          |             |             |          |    |  |  |    |                |   |  |  |
|  | -  | Croatie     | 17          |             |             |          |    |  |  | V4 | Autriche       | 9 |  |  |
|  |    |             |             |             |             |          |    |  |  | V4 | Autriche       | 9 |  |  |
|  |    | V5          | Royaume-Uni | 11          |             |          |    |  |  |    |                |   |  |  |
|  | P1 | V5          | Royaume-Uni | 11          | Royaume-Uni | 12       |    |  |  |    |                |   |  |  |
|  | P1 |             |             |             | Royaume-Uni | 12       |    |  |  |    |                |   |  |  |
|  | P2 | Suède       | 2           |             |             |          |    |  |  |    |                |   |  |  |
|  | P2 | Suède       | 2           |             | P4          | Croatie  | 1  |  |  |    |                |   |  |  |
|  |    |             |             |             | P4          | Croatie  | 1  |  |  |    |                |   |  |  |
|  |    |             | V3          | Royaume-Uni | 5           |          |    |  |  |    |                |   |  |  |
|  |    |             |             | Royaume-Uni | 5           |          |    |  |  |    |                |   |  |  |
|  |    |             |             |             |             |          |    |  |  |    |                |   |  |  |
|  |    |             |             |             |             |          |    |  |  |    |                |   |  |  |

### Matchs de classification
| 12 septembre 2019 11:00 Match 31 | Autriche | 6 - 1 Boxscore | Royaume-Uni | Bonn 1, Bonn Affluence: 100 Arbitres: Thorsten Roloff Winfried Berkvens Tony Jones |

| 12 septembre 2019 15:00 Match 32 | Croatie | 17 - 2 (6) Boxscore | Suède | Bonn 1, Bonn Affluence: 100 Arbitres: Jiří Kroupa Serge Makouchetchev Tim Meyer |

| 13 septembre 2019 12:30 Match 34 | Royaume-Uni | 12 - 2 (8) Boxscore | Suède | Baseballpark Weyersberg, Solingen Affluence: 80 Arbitres: Edwin Louisa Tim Meyer Tony Jones |

| 13 septembre 2019 13:00 Match 35 | Autriche | 10 - 0 (7) Boxscore | Croatie | Bonn 2, Bonn Affluence: 100 Arbitres: Fabrizio Fabrizi Miroslav Kaigl Stenar van Groningen Schinkel |

Le perdant du match 34, la Suède, est classé 12e et est relégué.
| 14 septembre 2019 12:30 Match 40 | Croatie | 1 - 5 Boxscore | Royaume-Uni | Baseballpark Weyersberg, Solingen Affluence: 150 Arbitres: Thorsten Roloff Ibón Arévalo Lafuente Marco Taurelli |

Le perdant du match 40, la Croatie, est classé 11e et est relégué.

### Match pour la 9eplace
| 15 septembre 2019 12:30 Match 45 | Autriche | 9 - 11 Boxscore | Royaume-Uni | Baseballpark Weyersberg, Solingen Affluence: 150 Arbitres: Miroslav Kaigl Fabrizio Fabrizi Tony Jones Tomislav Ozimec |

## Classement
| Rg                 | Équipe       | V | D | %    | Pts | PR | Note                                                                               |
| ------------------ | ------------ | - | - | ---- | --- | -- | ---------------------------------------------------------------------------------- |
| Médaille d'or      | Pays-Bas     | 7 | 1 | ,875 | 69  | 18 | Qualifiés pour le tournoi de qualification Afrique/Europe des Jeux olympiques 2020 |
| Médaille d'argent  | Italie       | 7 | 1 | ,875 | 67  | 27 | Qualifiés pour le tournoi de qualification Afrique/Europe des Jeux olympiques 2020 |
| Médaille de bronze | Espagne      | 6 | 2 | ,750 | 65  | 40 | Qualifiés pour le tournoi de qualification Afrique/Europe des Jeux olympiques 2020 |
| 4                  | Israël       | 5 | 3 | ,625 | 50  | 48 | Qualifiés pour le tournoi de qualification Afrique/Europe des Jeux olympiques 2020 |
| 5                  | Rép. tchèque | 5 | 3 | ,625 | 54  | 45 | Qualifiés pour le tournoi de qualification Afrique/Europe des Jeux olympiques 2020 |
| 6                  | Allemagne    | 3 | 5 | ,375 | 41  | 38 |                                                                                    |
| 7                  | France       | 3 | 4 | ,429 | 58  | 52 |                                                                                    |
| 7                  | Belgique     | 2 | 5 | ,286 | 31  | 65 |                                                                                    |
| 9                  | Royaume-Uni  | 5 | 4 | ,556 | 52  | 55 |                                                                                    |
| 10                 | Autriche     | 3 | 5 | ,375 | 62  | 60 |                                                                                    |
| 11                 | Croatie      | 1 | 7 | ,125 | 28  | 66 | Relégués                                                                           |
| 12                 | Suède        | 0 | 7 | ,000 | 18  | 64 | Relégués                                                                           |

## Statistiques individuelles
| Statistique                       | Nom                                          | Total/Moy. |
| --------------------------------- | -------------------------------------------- | ---------- |
| Moyenne au bâton*                 | Sebastiano Poma                              | ,533       |
| Coups sûrs                        | Marco Cardoso                                | 14         |
| Points                            | Máxime Lefevre Ademar Rafaela Ferdinand Obed | 10         |
| Coups de circuit                  | Ademar Rafaela                               | 6          |
| Points produits                   | Ademar Rafaela                               | 17         |
| Buts sur balles                   | Kalian Sams                                  | 8          |
| Retraits sur des prises           | Martin Scheneider                            | 11         |
| Buts volés                        | Nateshon Thomas                              | 5          |
| Moyenne de présence sur les buts* | Moritz Scheicher                             | ,636       |
| Moyenne de puissance*             | Ademar Rifaela                               | 1,111      |
| Présence plus puissance*          | Moritz Scheicher                             | 1,636      |

| Statistique                | Nom                          | Total/Moy. |
| -------------------------- | ---------------------------- | ---------- |
| Victoires                  | 5 joueurs                    | 2          |
| Défaites                   | 4 joueurs                    | 2          |
| Sauvetages                 | Rhiner Cruz                  | 2          |
| Manches lancées            | Michael Roth                 | 16,2       |
| Coups sûrs concédés        | Ben Johnson Artuur Driessens | 19         |
| Points concédés            | Artuur Driessens             | 14         |
| Points mérités concédés    | Ben Johnson                  | 12         |
| Moyenne de points mérités* | Joey Wagman                  | 0,00       |
| Buts sur balles            | José Díaz Pavao Karin        | 10         |
| Retraits sur des prises    | José Díaz Alex Webb          | 16         |